# Banankrigen
Banankrigen kallas den rad militära interventioner och ockupationer som USA genomförde i Centralamerika och Karibien mellan spansk-amerikanska kriget 1898 till lanserandet av Good Neighbor policy 1934. Under denna 36-årsperiod ingrep den regionala stormakten militärt i ett antal stater i regionen för att uppnå fördelaktiga handelsvillkor, ofta var det USA:s marinkår som fick spela rollen som internationell "polisstyrka" i de mellanamerikanska länder som förde en för USA ogynnsam politik.
Namnet "banankrig", jämför bananrepublik, härstammar från det amerikanska storföretaget United Fruit Company som begärde en amerikansk intervention i Honduras för att skydda sina ekonomiska intressen.

## Bakgrund

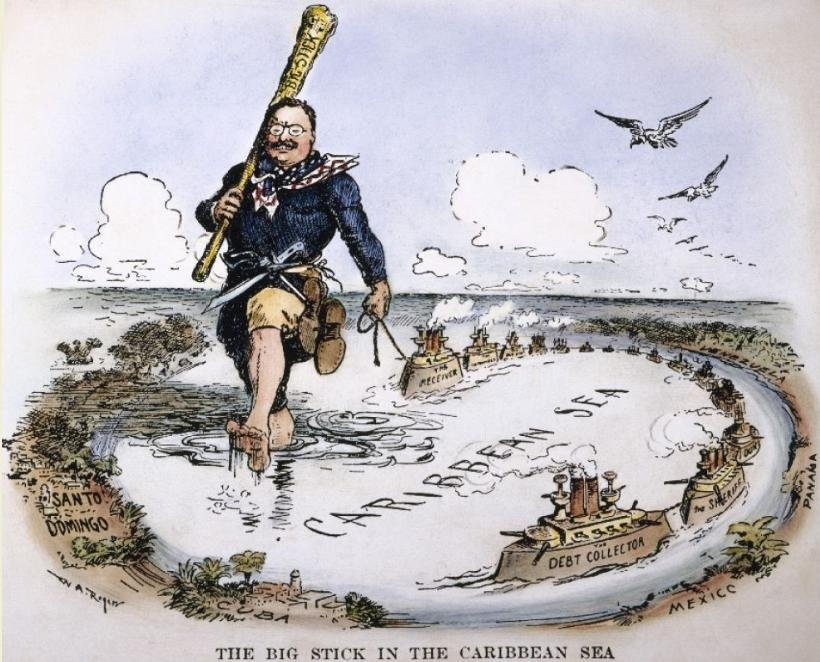
Tecknad illustration av Theodore Roosevelts utrikespolitik, Big stick ideology.

Efter den förkrossande segern i 1898 års krig mot Spanien hade USA skapat ett eget kolonialimperium, och under åren som följde gick man från att ha en tämligen begränsad politisk inblandning i Centralamerika och den karibiska övärlden till att utöva allt intensivare direktkontroll över regionens småstater. USA hade redan under större delen av 1800-talet ansett sig ha en särskild roll i hela Latinamerika som övriga forna koloniers beskyddare i enlighet med Monroedoktrinen. 1901 blev så Theodore Roosevelt president i USA och lanserade snabbt en interventionistisk utrikespolitik. Byggandet av Panamakanalen 1903 öppnade upp för amerikanska handelsbolag att expandera i regionen och för att skydda deras ekonomiska intressen agerade USA:s regering kraftfullt. Själva Panamakanalen hamnade under amerikansk överhöghet i och med Hay–Bunau-Varilla-fördraget som också slöts år 1903.
1904 proklamerades det så kallade Rooseveltkorollariet som omformulerade Monroedoktrinen till att innebära att alla "legitima ekonomiska krav" som europeiska makter ställde på latinamerikanska länder skulle upprätthållas av USA ensamt, och USA skulle ha rätt att ta till alla medel för att förebygga att ett latinamerikanskt land "misskötte" sig på något sätt och därmed riskerade provocera europeiska fordringsägare. Den praktiska innebörden blev att den amerikanska regeringen ansåg sig ha rätt att genom diplomatiska, ekonomiska och militära påtryckningar diktera den politiska och ekonomiska ordningen i Latinamerika. Theodore Roosevelts politik ledde inte främst till att den amerikanska regeringen behövde spela någon viktig roll som medlare i internationella ekonomiska tvister, utan istället legitimerades därigenom en lång rad invasioner runtom i Latinamerika för att skydda de egna ekonomiska intressena. Därmed hade USA upprättat en egen inflytandesfär på västra halvklotet som hölls avskild från de europeiska kolonialmakternas intressen. Washington hade, menade Roosevelt själv, tagit på sig rollen som "internationell polismakt" och därmed helt frångått den isolationistiska utrikespolitik som fördes under en stor del av 1800-talet.

## Konflikter under banankrigen
Till banankrigen räknas vanligtvis:

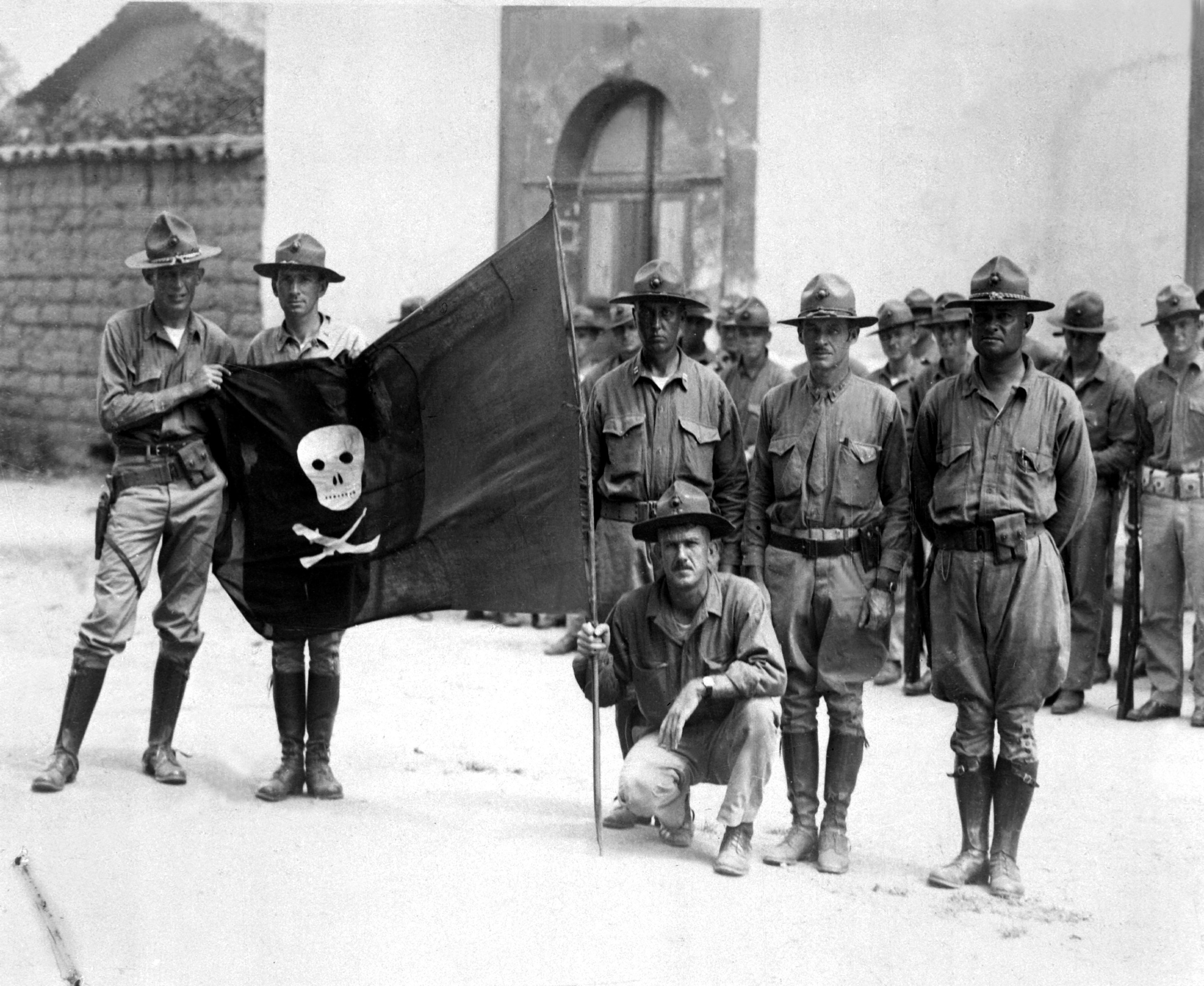
Amerikanska marinsoldater med nicaraguanske revolutionären Augusto Sandinos flagga. Fotografi från 1932.

- Kuba: Under ockupation 1898-1902, 1906-1909, 1912, 1917-1922 och styrt enligt Plattillägget genomgående 1901-1934.
- Panama: Kontroll över Panamakanalzonen från 1903.
- Nicaragua: Under ockupation 1912-1933.
- Haiti: Under ockupation 1915-1934.
- Dominikanska republiken: Invaderat 1903, 1904, 1914 och under ockupation 1916-1924.
- Honduras: Invaderat 1903, 1907, 1911, 1912, 1919, 1924 och 1925.
- Mexiko: Invaderat 1914, 1916-1917. Innefattar ej det samtidiga mexikanska gränskriget.

Utöver dessa mer öppet militära ingripanden i främmande stater befann sig merparten av regionen under amerikansk politisk och ekonomisk dominans under hela perioden för banankrigen och flera mellanamerikanska politiska ledare tillsattes eller avsattes med amerikansk inblandning.